# Cellnex Telecom
Cellnex Telecom er spansk udbyder af trådløs telekommunikationsinfrastruktur og services. De har fire forretningsenheder: Services for telekommunikations infrastruktur; audiovisual broadcasting netværk; sikkerheds- og nød-netværksservices; og løsninger til intelligent styring af urban infrastruktur. Cellnex Telecom (før børsnoteringen Abertis Telecom) har siden 2015 været børsnoteret på Bolsa de Madrid.